# Nagyvisnyó
Nagyvisnyó là một thị trấn thuộc hạt Heves, Hungary. Thị trấn này có diện tích 43,02 km², dân số năm 2010 là 947 người, mật độ 22 người/km².